# Dør Nr. 13
Dør Nr. 13 var en vogntogsforlystelse i Københavns Tivoli der blev åbnet i 1995 og lukket igen i 2001. Forlystelsen var en opgradering af den tidligere forlystelse Den Blå Vogn og var også placeret samme sted. Dør Nr. 13 blev skabt af United Exhibits Group under ledelse af udstillingskunstneren Teit Ritzau, som havde et hold scenografer og special effects artister i ryggen, heriblandt tegneseriemaleren Paul Arne Kring. Temaet for forlystelsen var noget mere voldsom end de sædvanlige Tivoli spøgelsestog med skeletter og hekse, da den foregik i et makabert hospital med onde kirurger og indvolde overalt. Man blev transporteret gennem "hospitalet" i en vogn der forestillede et bur. 

## Indhold
Dør Nr. 13 var på facaden udsmykket med et par special effects. Et stort blodskudt øje hang lige over indgangen og bevægede sig fra side til side efter folk. På den ene side af øjet hang der en stor kanyle, og på den anden side hang der et termometer fyldt med blod, der steg og faldt. Ved siden af indgangen var der et stort ansigt som sagde nedsættende ting til forlystelsens besøgende. Thomas Eje stod bag stemmen. 
En kronologisk rækkefølge over indholdet af Dør Nr. 13:
- En kørestolsbundet patient startede med at advare om rædslen bag Dør Nr. 13 i et venteværelse til en lægeklinik.
- Herefter blev man transporteret igennem et kølerum med lig i bodybags hængende fra loftet.
- Et laboratorie fyldt med reagensglas med farvede væsker, samt en pige fanget i sådan et, og ofre udsat for eksperimenter fulgte herefter. I dette kapitel var der undervejs "interaktive" elementer, hvor man så patienter der manglede vigtige organer, men som ikke begge kunne reddes.
- En lang dunkel gang med stålgitre på siderne, hvorfra hænder rakte ud endte med en gigantisk rotte.
- Et kirkeagtigt rum med rød belysning hvor en spøgelsespige svævede rundt under loftet.
- Et stort mørkt rum, der mindede om en mose, indeholdte en hængt mand, en mand fanget i et bur (ligesom det man selv sad i) der sank ned i en beholder med indvolde når man passerede ham, en stor trolddomsbog på en endevæg, og en kirkegård. På kirkegården stod der også en barnevogn, hvorfra små skelethænder kom frem, og en hale.
- Det sidste rum var en lang og mørk hospitalsgang, med kæder hængende fra loftet der raslede mod vognen.

## Popularitet
Det var til at starte med kun meningen at Dør Nr. 13 skulle være åben i 1995-1996 sæsonen, men den overlevede altså yderligere fire sæsoner pga. stor popularitet. Forlystelsen blev dog lukket i 2001 hvor bygningen blev omdannet til en arkade spillehal.
Det danske rockorkester, Dør nr. 13 er opkaldt efter denne forlystelse. Gruppen spillede i Tivoli, sommeren 2019.

## Lars Von Triers "Riget" kontrovers
Der var meget polemik omkring Dør Nr. 13 da forlystelsen åbnede, da Lars Von Trier mente, at Tivoli decideret havde stjålet fra tv-serien Riget, der havde succes i samme tidsperiode. Det drejede sig især om en lille pige der var fanget i et stort reagensglas, ligesom "Mary" (spillet af Annevig Schelde Ebbe) i tv-serien, og derfor blev dukken fjernet.